# Disnyssus
Disnyssus (лат.) — род пауков из семейства Corinnidae. Известно 2 видов.

## Этимология
Название рода Disnyssus указывает на изогнутый задний глазной ряд, dis- означает «прочь», в отличие от рода Nyssus, у которого он изогнут. Род — мужской.

## Распространение
Австралия: штат Квинсленд.

## Описание
Мелкие пауки (длина тела около 5 мм). У пауков этого рода восемь глаз, расположенных в два ряда. Цвет: карапакс и брюшко темно-коричневые, ноги красно-коричневые с темно-коричневыми полосами на бедрах и коленях. Нога IV значительно толще и длиннее I. Карапакс грушевидный, крутобокий сбоку и сзади, широкое, каплевидное, плоское плато вокруг фовеа; белые перистые волоски редкие в широкой краевой полосе и на дорсальной части брюшка; фовеа короткая, глубокая; капут низкий; нечеткие задние полосы. Глаза: восемь одинакового размера; передний ряд в пределах 0,5 диаметра соседнего глаза, слегка изогнут; задний ряд на расстоянии 1,5—2 диаметров друг от друга, все круглые; четко редуцированы.

## Классификация
Известно 2 вида. Род был впервые описан в 2015 году австралийским арахнологом Робертом Рейвеном (Queensland Museum, Брисбен, Квинсленд, Австралия). Отличается от всех других австралийских пауков-кориннид прямым или изогнутым задним глазным рядом (как у тихоокеанского рода Melanesotypus) и далее от большинства Castianeirinae, кроме Nucastia, отсутствием или сильной редукцией шипов на голенях I и II. Отличается от азиатских Coenoptychus Simon, 1885 и Aetius O.P. Cambridge, 1896 слабо (против сильно) изогнутым задним глазным рядом и далее от Aetius наличием парацимбиального шипа; самцы Coenoptychus неизвестны.
- Disnyssus helenmirrenae Raven, 2015 typus
- Disnyssus judidenchae Raven, 2015